# Tram van Braunschweig
De tram van Braunschweig is een belangrijk onderdeel van het openbaar vervoer in de Duitse stad Braunschweig. Het net heeft een spoorbreedte van 1.100 mm  met een lengte van 39,6 kilometer en wordt door de Braunschweiger Verkehrs-GmbH (BSVG) geëxploiteerd. De  exploitatie begon in 1879 met paardentrams, de eerste elektrische trams reden in 1897. Vanaf midden jaren 1990 kwamen lagevloertrams in dienst.

## Netwerk
Het totale netwerk bestaat (in 2022) uit zes tramlijnen: de 1 tot en met 5 plus versterkingslijn 10. Alle stoppen bij halte Schloss behalve lijn 4.

### Historisch
Tot 1 juli 1954 was er buitenlijn A van Augusttor naar het station Wolfenbüttel. De in 2006 naar Stockheim geopende tramlijn volgt een deel van deze lijn.

## Materieel
In Braunschweig is het gebruikelijk voor elk tramtype de naam van de fabrikant aan te houden, behalve bij de Tramino. Het overzicht is van begin 2022.

### Huidig
- GT6 Mannheim In 1977 werden door LHB vijf zesassige gelede trams van het type GT6 Mannheim geleverd. Ze rijden gekoppeld met in datzelfde jaar geleverde bijpassende vierassige bijwagens. Er zijn er nog twee stuks van in dienst.
- GT6 Braunschweig In 1981 werd door LHB vijftien zesassige gelede trams van het type GT6 Braunschweig geleverd. Ze rijden gekoppeld met in datzelfde jaar geleverde bijpassende vierassige bijwagens. Er staan er nog twee stuks van in reserve.
- GT6S In 1995 werd door AEG en LHB 12 zesassige lagevloertrams van het type AEG geleverd.  Er zijn er nog 11 stuks van in dienst.
- NGT8D In 2007 werd door Alstom-LHB 12 achtassige lagevloertrams van het type NGT8D geleverd. Er zijn er nog 10 stuks van in dienst.
- GT8S In 2014 werd door Solaris 18 en in 2019 door Stadler 7 achtassige lagevloertrams van het type Tramino geleverd. Er zijn er nog 24 stuks van in dienst.

### Historisch
- Er zijn zes historische trammotorwagens en twee bijwagens bewaard gebleven. Van de motorwagens betreft dit drie tweeassers (uit 1898, 1927 en 1940) en drie zesassers (uit 1962, 1969 (15 later 6953) en 1973). De serie zesassers uit 1969 heeft model gestaan voor de Amsterdamse 8G-serie.